# 複合的発展の法則
複合的発展の法則（ふくごうてきはってんのほうそく）とは、ロシアの革命家・政治家・思想家レフ・トロツキーの思想の一つ。国家の発展はどの国も一様ではなく、各国間で差異が生じているという歴史的現象について指摘したもので、永続革命論の前提となる思想である。「結合発展の法則」ともいう。
発展度の見地からは、各国は先進国と後進国に分類する事が出来るが、後進国は先進国に追いつこうとするべく、先進国が辿った発展のプロセスを反復することなく、先進国の現在有する発展の成果を取り入れる。この際、後進国においては、相手国の進んだ文化と自国の遅れた文化の結合が、自国の発展を飛躍的に促進する（例：アメリカ合衆国、日本、ソ連）要因にも、逆に妨げる（例：ロシアにおける農奴制の強化）要因にもなりうる。それを決めるのは、彼我の経済・文化の内容による。